# Arbeitsassistenz (Deutschland)
Arbeitsassistenz ist eine Form der persönlichen Assistenz und soll Menschen, die aufgrund ihrer Behinderung eine Hilfestellung bei der Arbeitsausführung benötigen, ansonsten aber in der Lage sind, ihre arbeitsvertraglichen Pflichten zu erfüllen, die Teilhabe am Arbeitsleben ermöglichen.
Der schwerbehinderte Arbeitnehmer selbst hat die Organisations- und Anleitungskompetenz für seine Assistenzkraft. Er stellt entweder die Assistenzkraft selbst ein (Arbeitgebermodell) oder beauftragt einen Anbieter von Assistenzdienstleistungen auf eigene Rechnung mit der Arbeitsassistenz (Dienstleistungsmodell).

## Voraussetzung
Voraussetzung ist stets, dass es um arbeitsplatzbezogene Unterstützung geht und diese notwendig ist. Als Arbeitnehmer ist der schwerbehinderte Mensch gegenüber seinem eigenen Arbeitgeber verpflichtet, seine Arbeitsleistung persönlich zu erbringen. Wie bereits das Wort „Assistenz“ zeigt, ist Arbeitsassistenz eine Hilfestellung bei der Arbeitsausführung, nicht aber die Erledigung der vom schwerbehinderten Arbeitnehmer zu erbringenden arbeitsvertraglichen Tätigkeit selbst. Es geht dabei um kontinuierliche, regelmäßige und zeitlich nicht nur wenige Minuten täglich anfallende Unterstützung am konkreten Arbeitsplatz. Arbeitsassistenz ist dann notwendig, wenn weder die behinderungsgerechte Arbeitsplatzgestaltung noch eine vom Arbeitgeber bereitgestellte personelle Unterstützung (z. B. durch Arbeitskollegen) ausreichen, um dem schwerbehinderten Menschen die Ausführung der Arbeit in wettbewerbsfähiger Form zu ermöglichen. Häufige Nutzer der Arbeitsassistenz sind beispielsweise Rollstuhlfahrer und schwer sinnesgeschädigte Menschen, wie etwa blinde oder gehörlose Menschen.

## Ziele

### Eingliederung in das Arbeitsleben
Als Leistung zur Teilhabe schwerbehinderter Menschen am Arbeitsleben dient die Arbeitsassistenz dem Ziel, einen sozialversicherungspflichtigen Arbeitsplatz zu erlangen (vgl. § 49 Abs. 8 Nr. 3 SGB IX). In diesem Fall richtet sich der Rechtsanspruch, zeitlich auf drei Jahre befristet, gegen den zuständigen Rehabilitationsträger. Auch im Rahmen von Arbeitsbeschaffungsmaßnahmen (ABM) haben schwerbehinderte Menschen Anspruch auf eine Arbeitsassistenz, sofern sie diese benötigen (§ 270a Abs. 1 SGB III, Kostenträger Agentur für Arbeit).

### Sicherung eines bestehenden sozialversicherungspflichtigen Beschäftigungsverhältnisses
Auch nach der Eingliederungsphase bleibt vielfach eine Arbeitsassistenz angesichts von Art oder Schwere der Behinderung erforderlich. Dann kommt es nach drei, ggf. vier Jahren zu einem Zuständigkeitswechsel vom Rehabilitationsträger zum Integrationsamt (vgl. § 185 Abs. 4 SGB IX). Um eine einheitliche Bewilligungs- und Verwaltungspraxis zu gewährleisten, sieht das SGB IX in § 49 Abs. 8 Satz 2 vor, dass die Durchführung der Leistungen zur Arbeitsassistenz von Anfang an durch das Integrationsamt erfolgt.
Die Übernahme der Kosten einer notwendigen Arbeitsassistenz ist auch zur Aufnahme bzw. Sicherung einer wirtschaftlich selbstständigen Existenz möglich (vgl. § 49 Abs. 3 Nr. 6 SGB IX sowie § 21 Abs. 4 in Verbindung mit § 17 Abs. 1a SchwbAV).

## Geldleistung
Da es bei der Arbeitsassistenz um eine Geldleistung an schwerbehinderte Menschen geht, wird sie in Form des Persönlichen Budgets gewährt (§ 29 SGB IX). Die Leistungshöhe bemisst sich dabei anhand des durchschnittlichen täglichen Bedarfs an Arbeitsassistenz. Die Kostenübernahme muss in einem ausgewogenen Verhältnis zu dem sozialversicherungspflichtigen Einkommen, das der schwerbehinderte Mensch selbst erzielt, stehen. In der Praxis werden Leistungen zur Arbeitsassistenz auch zusammen mit Leistungen an Arbeitgeber zur Abdeckung außergewöhnlicher Belastungen in Form personeller Unterstützung erbracht (§ 27 SchwbAV); dies ermöglicht flexible Formen der Arbeitsassistenz, vor allem bei zeitlich zum Teil nicht genau vorher bestimmbarem Assistenzbedarf am Arbeitsplatz.